# Bee Gees Run To Me (EP1)

## Közreműködők
- Barry Gibb – ének, gitár
- Maurice Gibb – ének,  gitár, zongora, orgona, basszusgitár
- Robin Gibb – ének
- Alan Kendall – gitár
- Geoff Bridgeford – dob
- stúdiózenekar Bill Shepherd vezényletével

## A lemez dalai
- My World (Barry és Robin Gibb)  (1971), stereo  4:20, ének: Barry Gibb, Robin Gibb
- How Can You Mend a Broken Heart    (Barry és Robin Gibb) (1970), stereo 3:58, ének: Barry Gibb, Robin Gibb
- Run To Me (Barry, Robin és Maurice Gibb)  (1972), stereo  3:05, ének: Barry Gibb, Robin Gibb
- Don’t Wanna Live Inside Myself (Barry Gibb) (1971), stereo 5:24, ének: Barry Gibb

## Top 10 helyezés
- How Can You Mend a Broken Heart : 1.: Amerika, Kanada,  2.: Chile,  3.: Ausztrália,  6.: Új-Zéland,  7.: Dél-afrikai Köztársaság
- Run To Me:  Ausztrália, Dél-afrikai Köztársaság:  3., Olaszország, Új-Zéland:  5., Kanada:  6., Írország:  7., Spanyolország:  8., Egyesült Királyság:  9.